# Центральна бібліотека Основ'янського району
Центральна бібліотека Основ'янського району — головна бібліотека Центральної бібліотечної системи Основ'янського району міста Харкова, входить із бібліотечною системою району до складу системи публічних бібліотек міста Харкова. Бібліотека була створена у 1928 році. Фонд бібліотеки[коли?] складає 44984 примірників. Спочатку існувала як Харківська міська бібліотека № 9 ім. С. М. Кірова.

## Історія
Централізована система бібліотек Червонозаводського (тепер — Основ'янського району) м. Харкова була створена 1 квітня 1977 року відповідно до Наказу відділу культури виконкому Харківської міської ради депутатів трудящих № 032 від 31.03.1977 р. «Про централізацію бібліотечного обслуговування Червонозаводського району м. Харкова» та відповідно до Рішення Харківської міської ради депутатів трудящих № 161 від 26.02.1976 р., об'єднавши п'ять державних масових бібліотек для дорослих (№ 9, 15, 21, 35, 41) та чотирьох дитячих бібліотек (№ 1, 29, 38, 41) у централізовану районну систему. Центральною бібліотекою Червонозаводського району стала 9-та масова бібліотека ім. С. М. Кірова, яку очолилювала Ірина Дмитрівна Минаєва. Бібліотеки для дорослих та дітей було перетворено в бібліотеки-філії центральної районної бібліотеки зі збереженням їх назв. Першим директором централізованої бібліотечних системи Червонозаводського району було призначено завідувача 9-ї бібліотеки Минаєву Ірину Дмитрівну.
У бібліотеці Було створено єдиний каталог, що дало змогу швидко створити систему міжбібліотечного абонемента та обміну фондами і надавати користувачам інформацію про всі видання, які були у фондах централізованої бібліотечної системи.
У 1981 році було створено центральну дитячу районну бібліотеку на базі відділу дитячої літератури центральної бібліотеки. Також цього року в центральній районній бібліотеці було створено юнацький відділ.
З 2006 по лютий 2024 директором центральної районної бібліотеки була Кузнецова Раїса Вікторівна, з березня 2024 і по цей час є Черніченко Наталія Дмитрівна.
Центральна бібліотека Основ'янського району на цей час є координаційним та методичним центром для бібліотек-філій району.

## Структура
До складу централізованої системи бібліотек Основ'янського району м. Харкова входять 8 бібліотек:
- Центральна бібліотека (відділ обслуговування) (вул. Молочна, 20)
- Центральна бібліотека (юнацький відділ) (пр. Аерокосмічний, 40)
- Центральна дитяча бібліотека (пр. Аерокосмічний, 40)
- Бібліотека-філія № 1 (майдан Героїв Небесної сотні,19-а)
- Бібліотека-філія № 15 (пр. Аерокосмічний, 312)
- Бібліотека-філія № 21 (вул. Харківська, 82)
- Бібліотека-філія № 35 (вул. Сидоренківська 36/1 корпус 6)
- Бібліотека-філія № 41 (вул. Кутаїська, 42)
- Бібліотека-філія № 29 (дитяча) (вул. Павла Тичини, 26).

## Директори
- Власова Олена Василівна (2000—2006)
- Кузнецова Раїса Вікторівна (2006—2024)
- Черніченко Наталія Дмитрівна (з 2024 року)